# یاریم تپه سفلی

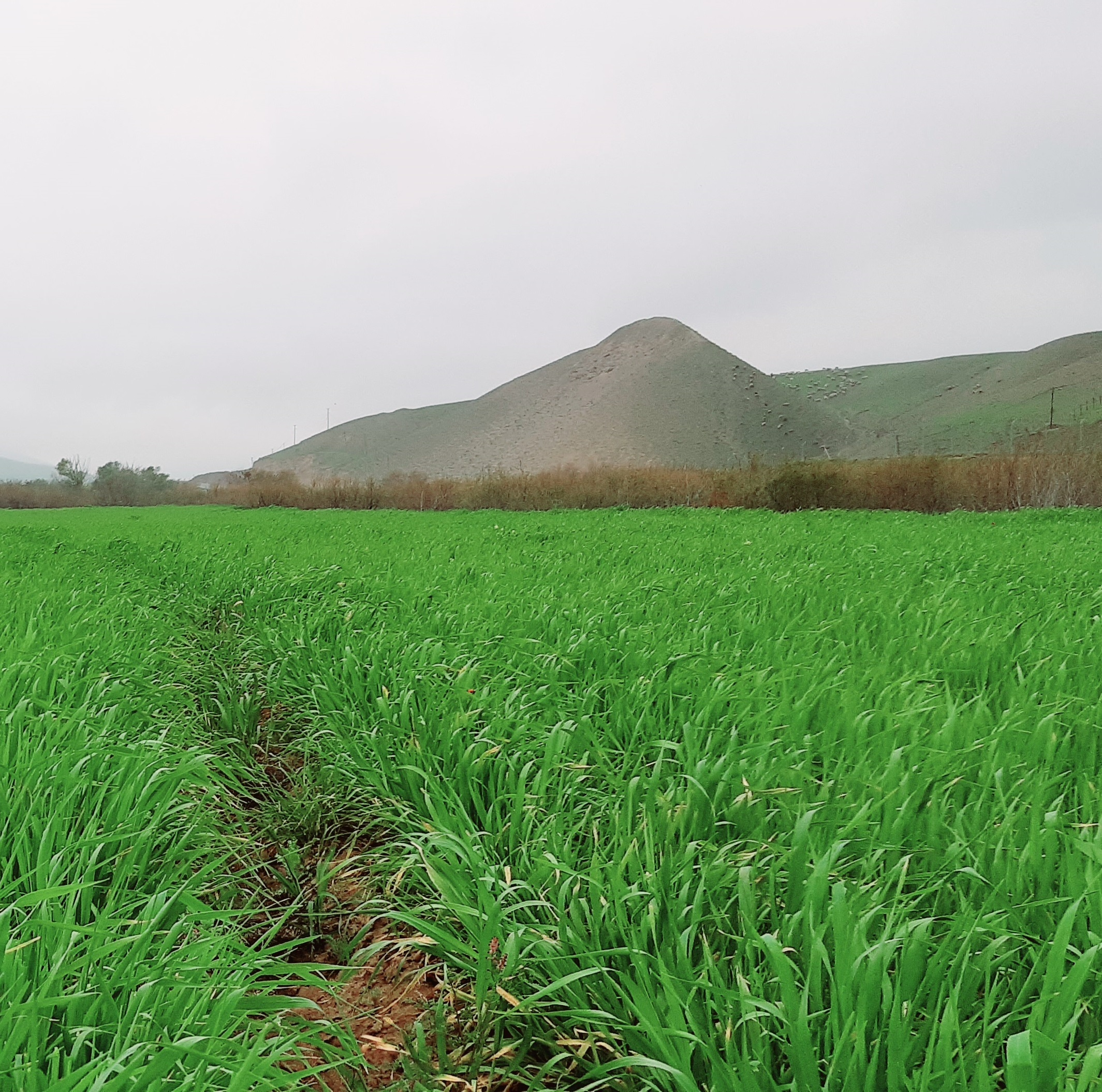

یاریم تپه سفلی مربوط به عصر آهن - دوران دوره اشکانیان است و در شهرستان بیله‌سوار، بخش مرکزی، دهستان گوگ تپه، روستای اودلو واقع شده و این اثر در تاریخ ۱۲ شهریور ۱۳۸۶ با شمارهٔ ثبت ۱۹۳۷۹ به‌عنوان یکی از آثار ملی ایران به ثبت رسیده است.